# Platyplectrus pulcher
Platyplectrus pulcher är en stekelart som beskrevs av Zhu och Huang 2004. Platyplectrus pulcher ingår i släktet Platyplectrus och familjen finglanssteklar. Inga underarter finns listade i Catalogue of Life.